# بروتوتيب (إطار جافا سكريبت)
بروتوتايب (بالإنجليزية: Prototype)‏ هو إطار عمل للجافا سكريبت من إنشاء «سام ستيفنسن». يستخدم هذا الإطار في تطوير التطبيقات حيث يقدم يتوفر على عدة دوال تسهل عملية البرمجة.